# Zonnestaartmeerkat
De zonnestaartmeerkat (Allochrocebus solatus) is een zoogdier uit de familie van de apen van de Oude Wereld (Cercopithecidae). De wetenschappelijke naam van de soort werd voor het eerst geldig gepubliceerd door Michael Harrison in 1988.

## Voorkomen
De soort komt voor in centraal Gabon.